# يوسيإي يوشيكي
يوسيإي يوشيكي (باليابانية: 屋敷 優成) (مواليد 18 أكتوبر 2003) هو لاعب كرة قدم ياباني.

## وصلات خارجية
- يوسيإي يوشيكي على موقع رابطة كرة القدم اليابانية للمحترفين (اليابانية)
- يوسيإي يوشيكي على موقع قاعدة بيانات كرة القدم.إي يو (الإنجليزية)
- يوسيإي يوشيكي على موقع Soccerway.com (الإنجليزية)
- يوسيإي يوشيكي على موقع عالم كرة القدم.نت (الإنجليزية)